# 50th Birthday Celebration Volume Three

50th Birthday Celebration Volume Three est un album qui rassemble Arto Lindsay, Anton Fier et John Zorn. Cet album fait partie de la série 50th Birthday Celebration enregistrée au Tonic en septembre 2003 à l'occasion des 50 ans de John Zorn.

## Titres
| 1.    | Intro                   | 0:35 |
| 2.    | That Scene              | 1:23 |
| 3.    | Doll Moment             | 2:53 |
| 4.    | Unwritten Law           | 2:56 |
| 5.    | Ponce                   | 4:00 |
| 6.    | Come Yelling            | 1:51 |
| 7.    | On The Ropes            | 3:28 |
| 8.    | Klossowski              | 2:21 |
| 9.    | Pacing                  | 2:38 |
| 10.   | In Memory Of            | 2:39 |
| 11.   | Detroit For No Reason   | 1:18 |
| 12.   | This Year's Skirts      | 2:51 |
| 13.   | Want Those Boots        | 4:20 |
| 14.   | Trampoline At Dawn      | 1:13 |
| 15.   | Last Thing To Get Moist | 4:59 |
| 16.   | Ceiling                 | 4:01 |
| 17.   | Doll Sport              | 1:25 |
| 44:53 |                         |      |

## Personnel
- Anton Fier - batterie
- Arto Lindsay - guitare, voix
- John Zorn - saxophone alto